# NCT 127
NCT 127是韓國SM娛樂於2016年推出的韓國男子組合，為NCT的第二支分队及首支固定分隊。127為韓國首爾的經度，表示該子團是將以首爾為基礎，向世界舞台活動的團體。
團體最初由泰一、泰容、悠太、在玹、昀昀、Mark、楷燦七名成員組成，由泰容擔任隊長。2016年7月7日，以迷你專輯《NCT #127》的主打曲《Fire Truck》正式出道。 2017年1月，Johnny、道英加入，以九人形式回歸發行第二張迷你專輯《NCT ＃127 Limitless》。 2018年10月，廷祐加入，成為十人形式男子團體，發行首張正規專輯《Regular-Irregular》；11月，昀昀宣布暫休組合活動。2024年8月，泰一退出组合。现由八名成员组成，因泰容、在玹入伍，目前以六人形式進行活動。

## 成員列表
- 粗體字為隊長。

| 官方藝名   | 官方藝名 | 官方藝名 | 本名     | 本名      | 本名                   | 出生日期 / 出生地                       | 备注                 |
| 中文       | 韩文     | 英文     | 中文     | 韩文/外文 | 羅馬拼音               | 出生日期 / 出生地                       | 备注                 |
| 活躍成員   | 活躍成員 | 活躍成員 | 活躍成員 | 活躍成員  | 活躍成員               | 活躍成員                                | 活躍成員             |
| ---------- | -------- | -------- | -------- | --------- | ---------------------- | --------------------------------------- | -------------------- |
| Johnny     |          | Johnny   | 徐煐淏   |           | John Suh Suh Young-Ho  | 1995年2月9日 美國伊利諾庫克芝加哥       | 2017年1月5日加入     |
| 泰容       |          | Taeyong  | 李泰容   |           | Lee Tae-Yong           | 1995年7月1日 南韓首爾冠岳區             |                      |
| 悠太       |          | Yuta     | 中本悠太 |           | Nakamoto Yuta          | 1995年10月26日 日本大阪門真             |                      |
| 道英       |          | Doyoung  | 金東營   |           | Kim Dong-Young         | 1996年2月1日 南韓京畿道九里             | 2017年1月5日加入     |
| 在玹       |          | Jaehyun  | 鄭閏伍   |           | Jeong Yun-O            | 1997年2月14日 南韓首爾瑞草區            |                      |
| 廷祐       |          | Jungwoo  | 金廷祐   |           | Kim Jung-Woo           | 1998年2月19日 南韓京畿道軍浦山本洞      | 2018年10月12日加入   |
| Mark       |          | Mark     | 李敏形   |           | Mark Lee Lee Min-Hyung | 1999年8月2日 加拿大安大略多倫多         |                      |
| 楷燦       |          | Haechan  | 李東赫   |           | Lee Dong-Hyuk          | 2000年6月6日 南韓首爾                   |                      |
| 暂休成员   |          |          |          |           |                        |                                         |                      |
| 昀昀       |          | Winwin   | 董思成   |           | Dong Si-Cheng          | 1997年10月28日 中国大陆浙江省溫州鹿城區 | 2019年起专注WayV活动 |
| 已離開成員 |          |          |          |           |                        |                                         |                      |
| 泰一       |          | Taeil    | 文太日   |           | Moon Tae-Il            | 1994年6月14日 南韓首爾東大門區          |                      |

## 大事記

### 2016年：成立與出道
2016年1月27日，SM娛樂創始人李秀滿在三成洞SMTOWN@coexartium做了名為《SMTOWN: New Culture Technology 2016》的演講。李秀滿首次公開了今年將要推出的SM大型新人男團NCT。NCT是“Neo Culture Technology”的首字母縮寫，是一組具有開放性、無限擴張性、成員無上限的男子組合。NCT作為品牌，今後將在全世界各大城市依次推出組合，展開不同形式的小分隊進行活動。此前，所有NCT 127成員已通過SM娛樂預備明星組合SM ROOKIES亮相，並活躍地在正式出道前進行活動。
7月1日，SM娛樂宣布NCT的首爾小分隊NCT 127將於7月7日正式出道。NCT 127是繼NCT U在4月出道後，NCT品牌下的第二支小分隊。與NCT U不同，NCT 127的成員結構是固定的。2日，公佈楷燦和悠太的概念照。3日，公佈泰容和昀昀的概念照。4日，公佈在玹、Mark和泰一的概念照。7日，公開出道曲《Fire Truck》的MV；同日以《Fire Truck》和《Once Again》出演Mnet《M! Countdown》，正式出道。10日，首張迷你專輯《NCT ＃127》正式發行。
7月29日，通過SM STATION公開數位單曲《Taste The Feeling》。該單曲為可口可樂2016年全球活動主題曲的韓文版。
12月20日，公開迷你專輯《NCT ＃127》的BONUS曲《Switch》MV。該歌曲是成員們出道前以SR15B的身份參加的〈SMROOKIES SHOW〉主題曲，同時由其他SM ROOKIES練習生共同演唱和出演MV。
2016年年末至2017年年初，NCT 127在各大歌曲頒獎典禮中包攬多個新人獎項，其中包括亞洲明星盛典、首爾歌謠大賞、金唱片獎、Mnet亞洲音樂大獎、Gaon Chart Music Awards，成為2016年值得關注的新人組合之一。

### 2017年：Johnny和道英加入、發展、初一位
2016年12月26日，NCT 127在SBS歌謠大戰中公開回歸預告視頻；次日，宣布加入新成員Johnny和道英，以九人組的形式回歸，並於2017年1月6日發行第二張迷你專輯《NCT ＃127 Limitless》。新成員Johnny將首次正式出道，而道英則是已經透過NCT U出道。1月4、5日，分別公開主打曲《Limitless》Rough版MV與Performance版MV。1月6日，公開迷你二輯《NCT #127 LIMITLESS》全專音源，並於1月9日發行實體專輯。
6月5日，宣佈時隔五個月的回歸，將於6月14日發行第三張迷你專輯《NCT ＃127 Cherry Bomb》。6月14日，公開全專音源及主打曲《Cherry Bomb》MV，并為新專輯在首爾舉行兩場紀念SHOWCASE，下午是媒體專場，晚上則是粉絲專場。宣傳期間，KBS電視台認為主打曲《Cherry Bomb 》歌詞中有描寫暴力行為的內容，判定為不適合放送；對此SM娛樂表示，為了有效地傳達歌曲的意涵，既不會修改歌詞、也不會再度送審歌曲，而組合在出演KBS《Music Bank》時只表演專輯收錄曲《0 mile》。6月22日，在Mnet《M! Countdown》，以《Cherry Bomb》獲得出道後首個一位。
NCT 127憑藉《Cherry Bomb》一曲，獲得海外媒體的極高關注。美國Billboard特地為其撰寫專文報導：“該歌曲比起歌曲更加強調了Rapper，除了合唱中間幾乎沒有旋律，這完全推翻了K-Pop的通常歌曲結構，《Cherry Bomb》是K-POP的神奇冒險”。《Cherry Bomb》被Billboard和Idolator評選為“2017年最佳K-POP歌曲之一”。6月16日，NCT 127登上美國Apple Music主頁，成為首個被評選為“New Artist of the Week”的K-POP團體。6月25日，組合受邀參加在美國紐約布魯克林威廉斯堡的蘋果商店舉行的“Today at Apple”活動，成為首個受邀參加該活動的韓國團體。此外，組合服裝概念新穎特別，被美國時尚雜誌VOGUE特撰文讚美其時尚潛能。
11月4日，NCT 127在日本東京舉行的日本首次單獨活動〈NCT 127 The Introduction “connect”〉 宣布，組合將在2018年春天於日本出道的消息，並將在東京、名古屋、大阪、福冈四個城市舉辦首次巡迴SHOWCASE。此外，組合也在活動現場首次表演日文版本《Limitless》，同時公開該曲MV。

### 2018年：NCT 2018企劃、日本出道、廷祐加入、首张正规专辑、進軍美國
1月15日，SM娛樂宣布NCT將於上半年以新的大型企劃「NCT 2018」回歸樂壇。2月6日，全體NCT成員通過V Live直播宣布回歸，集合各個分隊包括NCT 127將於三月份共同發行NCT首張正規專輯《NCT 2018 Empathy》。 3月14日，全專音源，而主打歌《Touch》由NCT 127演唱。
3月29日，宣布將於5月23日發行首張日文迷你專輯《Chain》。5月8日，公開主打歌《Chain》MV。23日，公開全專音源，正式在日本出道。
9月17日，宣布即將於10月12日發行首張正規專輯《Regular-Irregular》，並加入曾在NCT U活動的廷祐，構成10人團體。
10月8日，赴美國參加知名談話節目《Jimmy Kimmel Live》，並率先於節目公開新專輯主打歌《Regular》英文版的舞台，這也是NCT 127在美國電視節目的首次亮相。9日和11日，分別公開主打歌《Regular》英文版及韓文版MV。12日，公開全專音源。該專輯首次跻身美国Billboard權威專輯榜“Billboard 200”第86名，創造了韓國男團在該榜第二高的的紀錄。另外，該專輯還獲得iTunes綜合專輯榜單佔據全世界22個地區的第1位，并拿下韓國音樂節目4冠王等成績。
10月22日，NCT 127被選定為Apple Music〈UP NEXT〉10月最值得期待的明星，並透過Apple Music突襲發表數字EP《Up Next Session: NCT 127》，這也是NCT 127作為亞洲歌手最初入選。該專輯收錄4首歌曲，包括了《Regular》和《Cherry Bomb》的英文版本、經DJ兼製作人Kago Pengchi改編的《Fire Truck》Remix，以及與POP新星Marteen合作的《What We Talkin'Bout》 。
11月23日，公開首張正規後續專輯《Regulate》全專音源及主打歌《Simon Says》MV。同時，宣布成員昀昀因準備中國出道而不參與此次的打歌活動。

### 2019年：世界巡演、日文正规专辑、迷你四輯
1月17日，成員昀昀正式以NCT中國分隊WayV成員身份出道，暂停了NCT 127的活動；NCT 127以九人形式進行活動。
2019年1月，以首爾為首，NCT 127 啟動了他們的首次巡迴演唱會〈Neo City - The Origin〉。1月26日至27日，連續兩天在首爾奧林匹克公園的體操競技館開唱。3月，在日本7座城市舉辦14場演唱會。4月至5月，巡演擴展到北美，共12場。5月至7月，在拉丁美洲、歐洲和東南亞又增加了9場。期間，成員楷燦因腳傷僅參與首爾場次的抒情歌的演唱，後於日本埼玉站正式回歸。
2月22日，與Jason Derulo和EXO的張藝興共同發表Michael Jackson逝世十週年特別紀念單曲《Let's Shut Up & Dance》。
3月18日，公開日文专辑主打歌《Wakey Wakey》MV及音源，並於4月17日發表首張日語正規專輯《Awaken》。
4月5日，SM娛樂宣布將與美國國會音樂和卡羅琳簽約成為合作夥伴，並通過此次合作進一步促進NCT 127進軍全球市場。
4月16日，官方宣布组合將于5月以第四張迷你專輯《We Are Superhuman》回歸，並於18日率先在美國節目《早安美國》和《Strahan & Sarah》公開主打歌《Superhuman》的舞台。5月24日，公開《Superhuman》MV及全專音源。該專輯在全世界25個地區的iTunes綜合專輯榜單第1位，並榮登“iTunes世界專輯榜”一位。此外，登上美國Billboard權威專輯榜“Billboard 200”的第11位和“世界專輯榜”第1位，刷新自身紀錄。7月19日，公開《Highway To Heaven》英文版音源，並在7月26日公佈該曲MV。
8月，成員廷祐因健康問題中斷活動。
11月3日，作為第一個K-POP歌手登上2019 MTV Europe Music Awards舞台。28日，參加在美國紐約舉行的第93屆年度梅西感恩節大遊行，成為首組參加該遊行活動的K-POP藝人。

### 2020年：正规二辑、百万销量、NCT 2020企劃
1月23日，根据韩国媒体报道“因健康问题活动中止的成员金廷祐，决定恢复活动，NCT 127正在回归准备中”。1月27日，公開送給粉絲禮物歌《Dreams Come True》的音樂影片，該歌曲將收錄在即將發行的專輯。2月11日，官方正式宣布組合將在3月6日帶著正規二輯《Neo Zone》回歸。
3月5日及6日，分别公開正規二輯主打歌《英雄（Kick It）》MV及《Neo Zone》全专音源。該專輯在發行當天佔據33個國家和地區的iTunes綜合專輯第一名，刷新自身紀錄。本次專輯除了以53萬張創下NCT歷年的預售最高紀錄，更空降美國Billboard權威專輯榜“Billboard 200”第5名。
5月17日，出演SM娛樂攜手NAVER推出線上付費演唱會〈NCT 127 LIVE－Beyond the Origin〉，成為SM娛樂旗下出演該演唱會的第4組藝人。演唱會率先公開了組合即將發行的正規二輯後續《Neo Zone：The Final Round》主打歌《Punch》的舞台，同時收穫來自全球129個國家的10萬4千多名觀眾。
5月19日，公開正規二輯後續《Neo Zone：The Final Round》及主打歌《Punch》MV。21日，官方宣布組合凭借正規二輯《Neo Zone》及後續專輯《Neo Zone：The Final Round》，总銷量突破121萬張，成為新百萬銷量歌手。这是NCT 127首次登上百萬暢銷榜，自創最高紀錄。
6月20日，第三張迷你專輯主打歌《Cherry Bomb》的MV觀看次數突破一億，成為NCT 127首支破億MV，亦為NCT第二支破億MV。
9月21日，NCT 127出現在NCT 2020的企劃預告片《INTERLUDE : RESONANCE》，官宣NCT 2020超大型企劃。10日12日，公开《NCT: RESONANCE Pt. 1》全專音源。11月23日，公開《NCT: RESONANCE Pt. 2》全專音源。兩張專輯除了收錄依照歌曲呈現不同成員搭配的聯合隊NCT U的歌曲，同時也收錄了各個分隊的收錄曲，其中包括由NCT 127演唱的《Music；Dance》。12月27日，隨NCT出演Beyond Live在線演唱會〈NCT：RESONANCE 'Global Wave'〉，吸引了全世界124個國家共20萬余觀眾同時觀看。

### 2021年：日文迷你二辑、正规三辑
1月25日，NCT 127第二張正規專輯主打歌《英雄（Kick It）》的MV觀看次數突破一億，成為NCT 127第二支破億MV、亦為NCT第五支破億MV。
1月27日，率先公開《First Love》音源，將收錄於組合即将發行的第二張日文迷你專輯《LOVEHOLIC》。2月15日，公開主打曲《gimme gimme》音源和MV。2月17日，专辑正式发行。
6月4日，公開與Amoeba Culture的合作單曲《Save》的音源和MV。
7月7日，舉行線上5週年粉絲見面會 〈NCT 127 ONLINE FANMEETING 'OFFICE : Foundation Day'〉，同時宣布組合將在9月發行正規專輯回歸。
9月17日，發行第三張正規專輯《STICKER》及公開同名主打歌《Sticker》MV。24日，專輯銷量突破超過了215萬張2399張，發售僅一周就登上了雙百萬銷量的寶座，刷新了自身最高紀錄。NCT 127憑藉本次專輯進入了世界兩大流行歌曲排行榜：他們首次進入英國“Official”專輯排行榜的第40位，成為第三個進入該榜的韓國歌手組合；在美國Billboard權威專輯榜“Billboard 200”排名第3，首次進入該榜前3名，成為第四個進入該榜前3名的韓國歌手組合。
10月25日，發行正規三輯後續專《Favorite》及公開主打歌《Favorite (Vampire)》MV。
11月15日，NCT 127宣布將於12月17日到19日在首爾高尺天空巨蛋舉辦第二次演唱會《NCT 127 2ND TOUR‘NEO CITY：SEOUL - THE LINK’》演唱會。為了無法來到演唱會現場的全世界粉絲們，演唱會的最後一天（12月19日），會通過Beyond LIVE直播演唱會實況，進行線上線下同時演出。此次公演是NCT 127繼2019年1月第一場世巡《NEO CITY: SEOUL - The Origin》之後，時隔2年11個月再次舉行的國內線下單獨演唱會，也是首爾高尺天空巨蛋繼新冠疫情之後時隔1年11個月首次舉行的藝人公演。
11月16日，NCT 127宣布將在2022年开启第二次世界巡回演唱会。組合將以首爾為起點，在世界各國主要城市演出，包括芝加哥、亞特蘭大、紐約、達拉斯、洛杉磯、阿姆斯特丹、倫敦、巴黎和柏林。
11月24日，日本官網宣布組合將於2022年1月15及16日在日本埼玉舉辦《NCT 127 2ND TOUR‘NEO CITY：JAPAN - THE LINK’》。
12月17日至19日，于首尔高尺天空巨蛋举办《NEO CITY - THE LINK》首尔场次。

### 2022年：首尔歌谣大赏、正規四輯
1月23日，NCT 127 于第31届首尔歌谣大赏凭第三张正规专辑《STICKER》及后续专《Favorite》成为该届大赏得主。该大赏也是NCT 127出道以来第一个大赏，同时也是NCT里第一个获得大赏的分队。
3月24日，组合宣布将在日本举办第二次日本巡演《NCT 127 2ND TOUR‘NEO CITY：JAPAN - THE LINK’》，并且宣布5月22日名古屋巨蛋、5月29日至30日东京巨蛋等共5场演唱会场次。
6月13日，NCT 127在官方SNS宣布组合将于2022年7月2日在新加坡举办《NCT 127 2ND TOUR‘NEO CITY：SINGAPORE - THE LINK’》。
7月7日，为迎接组合出道六周年，于Vlive举办六周年祝贺直播《Roll up to the Party NCT 127 6TH ANNIVERSARY》。
8月8日，韩国媒体报导，NCT 127将于九月发行新专辑，目前正处于专辑制作收尾阶段。
8月19日，宣布將於9月16日發行正規四輯《疾馳 (2 Baddies)》回歸。
12月26日，SM娛樂宣佈，後續專輯《Ay-Yo》將於2023年1月30日發行。

### 2023年：正規四輯後續專、正规五辑、冬日特别单曲
1月30日，發行正規四輯後續專《Ay-Yo》及公開主打歌《Ay-Yo》MV。
6月5日，成员泰容发行个人首张迷你专辑《SHALALA》，成为组合首位发行个人专辑的成员。
8月26日，在NCT团体演唱会《NCT NATION : To The World》中宣布将于10月6日发行正规五辑《Fact Check》。
8月28日，参与NCT正规四辑《Golden Age》。
10月6日，发行正规五辑《Fact Check》及主打歌曲《Fact Check (불가사의; 不可思议)》MV。
10月16日，宣布将于11月17日-19日、24日-26日于首尔KSPO DOME举办演唱会《NEO CITY : SEOUL - THE UNITY》并开启组合第三次巡回演唱会。
12月22日，发行冬季特别单曲《Be There For Me》。

### 2024年：正规六辑
2月24日与25日，成员泰容在首尔召开个人演唱会<TY TRACK>并于26日发行第二张迷你专辑《TAP》，为该分队第一个召开个人演唱会的成员。3月18日，泰容在官方Weverse社区发布手写信，宣布将于4月15日入伍。
4月15日，泰容正式入伍，预计将于2025年12月14日退伍。
4月22日，道英发行首张正规专辑《青春的泡沫 (YOUTH)》。5月25日与26日，在庆熙大学和平殿堂举办首次个人演唱会<Dear Youth,>。
5月10日，Mark发布新曲《200》的Live影片并宣布将于2025年2月发行个人专辑。5月16日，Mark发布数位单曲《200》。
7月15日，发行正规六辑《WALK》，此专辑为自2017年发行的迷你三辑以来时隔七年在夏日发行的专辑，泰容因履行兵役义务而缺席本张专辑。
8月26日，在玹发行首张正规专辑《J》，并于8月12日公开先行曲《Roses》和《Dandelion》。
8月28日，泰一因性犯罪被起诉，而退出团队。
10月5日，悠太迷你一辑《Depth》音源发行，同日在日本北九州为首站举办Showcase巡演。11月13发行实体专辑并正式solo出道。
10月24日，在玹发行单曲《Unconditional》。10月26日与27日，在首尔举办首场个人粉丝演唱会<MUTE>。11月4日正式入伍，预计将于2026年5月3日退伍。
11月1日至3日，道英在首尔举办安可演唱会<Dearest Youth,>。11月6日，发行单曲《璀璨耀眼》。
11月4日，在玹正式入伍，预计将于2026年5月3日退伍。
12月16日，Mark发行数位单曲《卧底 (Feat. 李泳知)》。

### 2025年
2月14日，组合参与SMTOWN三十周年纪念专辑《2025 SMTOWN : THE CULTURE, THE FUTURE》，专辑内收录组合于1月11至12日在首尔高尺巨蛋参与的SMTOWN30周年演唱会《SMTOWN LIVE 2025 [THE CULTURE, THE FUTURE]》中翻唱的玄振英的歌曲《模糊记忆中的你 (You In Vague Memory)》音源。
2025年3月10日，SM娱乐宣布Mark将于4月7日发行首张个人正规专辑并以个人歌手的身份出道。3月14日，公布专辑名为《The Firstfruit》以及主打曲《1999》，3月19日，发行与楷灿的合作先行曲《+82 Pressin'》。
6月9日，道英发行第二张正规专辑《Soar》。6月13日，以首尔为始，召开第二次个人巡演<Doors>。

## 音樂作品
| 正規專輯 - 2018年：Regular-Irregular / Regulate - 2020年：Neo Zone / Neo Zone: The Final Round - 2021年：Sticker / Favorite - 2022年/2023年：疾馳 (2 Baddies) / Ay-Yo - 2023年：Fact Check - 2024年：Walk - 2025年： 迷你專輯 - 2016年：NCT #127 - 2017年：Limitless - 2017年：Cherry Bomb - 2019年：We Are Superhuman 特别单曲 - 2023年：Be There For Me | 数位单曲 - 2019年：Highway To Heaven | 正規專輯 - 2019年：Awaken 迷你專輯 - 2018年：Chain - 2021年：LOVEHOLIC 數位單曲 - 2017年：Limitless - 2018年：Touch |

## 影視作品

### 專屬節目
- 2016年至今：《NCT LIFE》系列
- 2017－2018年：《NCT 127 Road to Japan》
- 2019年：《NCT 127 NEO CITY JAPAN－TheOrigin舉辦紀念SP》
- 2019年：《NCT 127 請指教JAPAN!》
- 2021年：《Analog Trip NCT 127: Escape From Magic Island》

## 出版物

### 寫真集
- 2019年：《Hello! #Seoul》[78]
- 2019年：《NCT127, and city of angel》
- 2020年：《SELFIE BOOK NCT 127》
- 2021年：《NCT 127 NCT LIFE in Gapyeong》、《NCT127, AND CITY OF ANGEL》
- 2023年：《BLUE TO ORANGE : House of Love》

### 台历
|     | 台历资料                                                                    |
| --- | --------------------------------------------------------------------------- |
| 1st | 《NCT 127 Season's Greetings 2020》 - 发行日期：2019年11月1日 - 语言：韩语  |
| 2nd | 《NCT 127 Season's Greetings 2021》 - 发行日期：2020年10月30日 - 语言：韩语 |
| 3rd | 《NCT 127 Season's Greetings 2022》 - 发行日期：2021年11月3日 - 语言：韩语  |
| 4th | 《NCT 127 Season's Greetings 2023》 - 发行日期：2022年11月9日 - 语言：韩语  |
| 5th | 《NCT 127 Season's Greetings 2024》 - 发行日期：2023年10月23日 - 语言：韩语 |

## 演唱會及其他演出

### 演唱會
- NEO CITY – The Origin（2019－2020年）
- NCT 127－Beyond the Origin（2020年）
- NEO CITY - The Link（2021年－2023年）
- NEO CITY - The Unity（2023年－2024年）
- NEO CITY - The Momentum（2025年）

## 獎項

### 韓國主要音樂節目榜單排名
| 收录专辑/单曲 | 歌曲 | 排行榜最高名次       | 排行榜最高名次      | 排行榜最高名次         | 排行榜最高名次   | 排行榜最高名次          | 排行榜最高名次       | 排行榜最高名次 | 排行榜最高名次              |
| 收录专辑/单曲 | 歌曲 | Mnet 《M Countdown》 | KBS2 《Music Bank》 | MBC 《Show! 音樂中心》 | SBS 《人氣歌謠》 | MBC M 《Show Champion》 | SBS MTV 《THE SHOW》 | 冠軍 次數      | 備註                        |
| 2016年 | 2016年 | 2016年               | 2016年              | 2016年                 | 2016年           | 2016年                  | 2016年               | 2016年         | 2016年                      |
| --- | --- | -------------------- | ------------------- | ---------------------- | ---------------- | ----------------------- | -------------------- | -------------- | --------------------------- |
| NCT #127 | Fire Truck | 2                    | 9                   |                        | 9                | 17                      | 2                    | 0              | 出道                        |
| 2017年 | |                      |                     |                        |                  |                         |                      |                |                             |
| Limitless | Limitless | 4                    | 4                   |                        | 16               | 17                      | 2                    | 0              |                             |
| Cherry Bomb | Cherry Bomb | 1                    | 6                   | 5                      | 3                | 8                       | 3                    | 1              | 初一位                      |
| 2018年 | |                      |                     |                        |                  |                         |                      |                |                             |
| NCT 2018 Empathy | Touch | 3                    | 19                  | /                      | 16               | 5                       | 1                    | 1              |                             |
| Regular-Irregular | Regular | 1                    | 1                   | 7                      | 10               | 9                       | (1)                  | 4              | 三台冠軍歌曲                |
| Regulate | Simon Says | /                    | 20                  | 27                     | /                | 8                       | 3                    | 0              |                             |
| 2019年 | |                      |                     |                        |                  |                         |                      |                |                             |
| We Are Superhuman | Superhuman | 2                    | 1                   | 13                     | /                | 1                       | 2                    | 2              |                             |
| 2020年 | |                      |                     |                        |                  |                         |                      |                |                             |
| Neo Zone | Kick It | 2                    | 1                   | 3                      | 2                | 2                       | 無打歌放送           | 1              |                             |
| Neo Zone: The Final Round | Punch | (1)                  | 1                   | 1                      | 3                | 2                       | 無打歌放送           | 4              | 三台冠軍歌曲                |
| NCT 2020 : RESONANCE Pt. 1 | Music, Dance | /                    | /                   | 36                     | /                | /                       | 無打歌放送           | 0              |                             |
| 2021年 | |                      |                     |                        |                  |                         |                      |                |                             |
| STICKER | Sticker | [1]                  | (1)                 | (1)                    | 1                | 1                       | 1                    | 10             | 六台冠軍歌曲 本期全壘打歌曲 |
| STICKER | Lemonade | /                    | 20                  | /                      | 11               | /                       | /                    | 0              |                             |
| Favorite | Favorite (Vampire) | (1)                  | 2                   | 1                      | 1                | 2                       | 無打歌放送           | 4              | 三台冠軍歌曲                |
| 2022年 | |                      |                     |                        |                  |                         |                      |                |                             |
| 疾馳 (2 Baddies) | 疾馳 (2 Baddies) | 2                    | 1                   | 1                      | 6                | 3                       | 無打歌放送           | 2              |                             |
| 2023年 | |                      |                     |                        |                  |                         |                      |                |                             |
| Ay-Yo | Ay-Yo | 2                    | 1                   | 1                      | 4                | 1                       | 無打歌放送           | 3              | 三台冠軍歌曲                |
| Fact Check (不可思議) | Fact Check (不可思議) | 2                    | 1                   | 1                      | 5                | (1)                     | 無打歌放送           | 4              | 三台冠軍歌曲                |
| Be There For Me | Be There For Me | 4                    | (1)                 | 5                      | 13               | /                       | 無打歌放送           | 2              |                             |
| 2024年 | |                      |                     |                        |                  |                         |                      |                |                             |
| WALK | Walk | 4                    | (1)                 | 1                      | 19               | 2                       | 無打歌放送           | 3              |                             |
| \| - 「/」表示未有相關資料 - 「*」：打榜中 - 「 」：該段時期未有設立排行榜 - 《Show! 音樂中心》至2017年4月22日開始恢復一位制度 \| - 「(1)」：兩星期冠軍 - 「[1]」：三星期冠軍 - 取得《Show Champion》、《M! Countdown》及《人氣歌謠》三週一位後，排名自動除外 \| | |                      |                     |                        |                  |                         |                      |                |                             |
| - 「/」表示未有相關資料 - 「*」：打榜中 - 「 」：該段時期未有設立排行榜 - 《Show! 音樂中心》至2017年4月22日開始恢復一位制度 | - 「(1)」：兩星期冠軍 - 「[1]」：三星期冠軍 - 取得《Show Champion》、《M! Countdown》及《人氣歌謠》三週一位後，排名自動除外 |                      |                     |                        |                  |                         |                      |                |                             |

### 音樂節目一位
| 年份   | 日期     | 電視台  | 節目名稱       | 獲獎歌曲              |
| ------ | -------- | ------- | -------------- | --------------------- |
| 2017年 | 6月22日  | Mnet    | M Countdown    | Cherry Bomb           |
| 2018年 | 3月27日  | SBS MTV | The Show       | Touch                 |
| 2018年 | 10月16日 | SBS MTV | The Show       | Regular               |
| 2018年 | 10月23日 | SBS MTV | The Show       | Regular               |
| 2018年 | 10月25日 | Mnet    | M Countdown    | Regular               |
| 2018年 | 10月26日 | KBS     | Music Bank     | Regular               |
| 2019年 | 6月7日   | KBS     | Music Bank     | Superhuman            |
| 2019年 | 6月12日  | MBC M   | Show Champion  | Superhuman            |
| 2020年 | 3月27日  | KBS     | Music Bank     | Kick it               |
| 2020年 | 5月28日  | Mnet    | M Countdown    | Punch                 |
| 2020年 | 5月29日  | KBS     | Music Bank     | Punch                 |
| 2020年 | 5月30日  | MBC     | Show! 音樂中心 | Punch                 |
| 2020年 | 6月4日   | Mnet    | M Countdown    | Punch                 |
| 2021年 | 9月23日  | Mnet    | M Countdown    | Sticker               |
| 2021年 | 9月24日  | KBS     | Music Bank     | Sticker               |
| 2021年 | 9月25日  | MBC     | Show! 音樂中心 | Sticker               |
| 2021年 | 9月28日  | SBS MTV | The Show       | Sticker               |
| 2021年 | 9月29日  | MBC M   | Show Champion  | Sticker               |
| 2021年 | 9月30日  | Mnet    | M Countdown    | Sticker               |
| 2021年 | 10月1日  | KBS     | Music Bank     | Sticker               |
| 2021年 | 10月2日  | MBC     | Show! 音樂中心 | Sticker               |
| 2021年 | 10月3日  | SBS     | 人氣歌謠       | Sticker               |
| 2021年 | 10月7日  | Mnet    | M Countdown    | Sticker               |
| 2021年 | 11月4日  | Mnet    | M Countdown    | Favorite (Vampire)    |
| 2021年 | 11月6日  | MBC     | Show! 音樂中心 | Favorite (Vampire)    |
| 2021年 | 11月11日 | Mnet    | M Countdown    | Favorite (Vampire)    |
| 2022年 | 9月30日  | KBS     | Music Bank     | 疾馳 (2 Baddies)      |
| 2022年 | 10月1日  | MBC     | Show! 音樂中心 | 疾馳 (2 Baddies)      |
| 2023年 | 2月8日   | MBC M   | Show Champion  | Ay-Yo                 |
| 2023年 | 2月10日  | KBS     | Music Bank     | Ay-Yo                 |
| 2023年 | 2月11日  | MBC     | Show! 音樂中心 | Ay-Yo                 |
| 2023年 | 10月11日 | MBC M   | Show Champion  | Fact Check (不可思議) |
| 2023年 | 10月13日 | KBS     | Music Bank     | Fact Check (不可思議) |
| 2023年 | 10月14日 | MBC     | Show! 音樂中心 | Fact Check (不可思議) |
| 2023年 | 10月18日 | MBC M   | Show Champion  | Fact Check (不可思議) |
| 2024年 | 1月5日   | KBS     | Music Bank     | Be There For Me       |
| 2024年 | 1月12日  | KBS     | Music Bank     | Be There For Me       |
| 2024年 | 8月2日   | KBS     | Music Bank     | Walk                  |
| 2024年 | 8月9日   | KBS     | Music Bank     | Walk                  |
| 2024年 | 8月10日  | MBC     | Show! 音樂中心 | Walk                  |

| 各台冠軍歌曲獎座統計 | 各台冠軍歌曲獎座統計 | 各台冠軍歌曲獎座統計 | 各台冠軍歌曲獎座統計 | 各台冠軍歌曲獎座統計 | 各台冠軍歌曲獎座統計 |
| Mnet                 | KBS                  | MBC                  | SBS                  | MBC M                | SBS MTV              |
| -------------------- | -------------------- | -------------------- | -------------------- | -------------------- | -------------------- |
| 9                    | 13                   | 8                    | 2                    | 5                    | 4                    |
| 一位總數：41         |                      |                      |                      |                      |                      |

## 备注
1. ↑  中文名字根據官方微博更新。

## 外部連結
| NCT 127 - YouTube上的NCT 127頻道 - NCT 127的新浪微博（中文） - NCT 127的Facebook專頁（）（英文） - NCT 127的X（前Twitter）（）（英文） - NCT 127的Instagram帳戶 - NCT 127（页面存档备份，存于）的V LIVE頻道 - NCT 127的哔哩哔哩个人空间 - NCT 127 （页面存档备份，存于）的抖音 - NCT127的Weverse社区 | 成員個人社交媒体 - Johnny的Instagram帳戶 - 泰容的Instagram帳戶 - 泰容的新浪微博 - 悠太的Instagram帳戶 - 道英的Instagram帳戶 - 道英的新浪微博 - 在玹的Instagram帳戶 - 在玹的新浪微博 - 昀昀的Instagram帳戶 - 昀昀的新浪微博 - 廷祐的Instagram帳戶 - Mark的Instagram帳戶 - Mark的新浪微博 - 楷燦的Instagram帳戶 - 楷灿的新浪微博 |